# Ashbourne (Irsko)
Ashbourne (irsky Cill Dhéagláin) je město ve východní části Irska, v hrabství Meath. Žije zde přibližně 16 tisíc obyvatel.
Město leží na řece Broad Meadow Water v nadmořské výšce 73 m n. m. Nachází se 20 km severo-severo-západně od Dublinu, na cestě R135, která byla původně cestou I. třídy č. N2, přičemž po výstavbě silničního obchvatu města v r. 2005 (vede západně od města), byla překategorizovaný. Jižně od města se křižuje s cestou R125. Severně a východně od města prochází hranice hrabství Fingal.

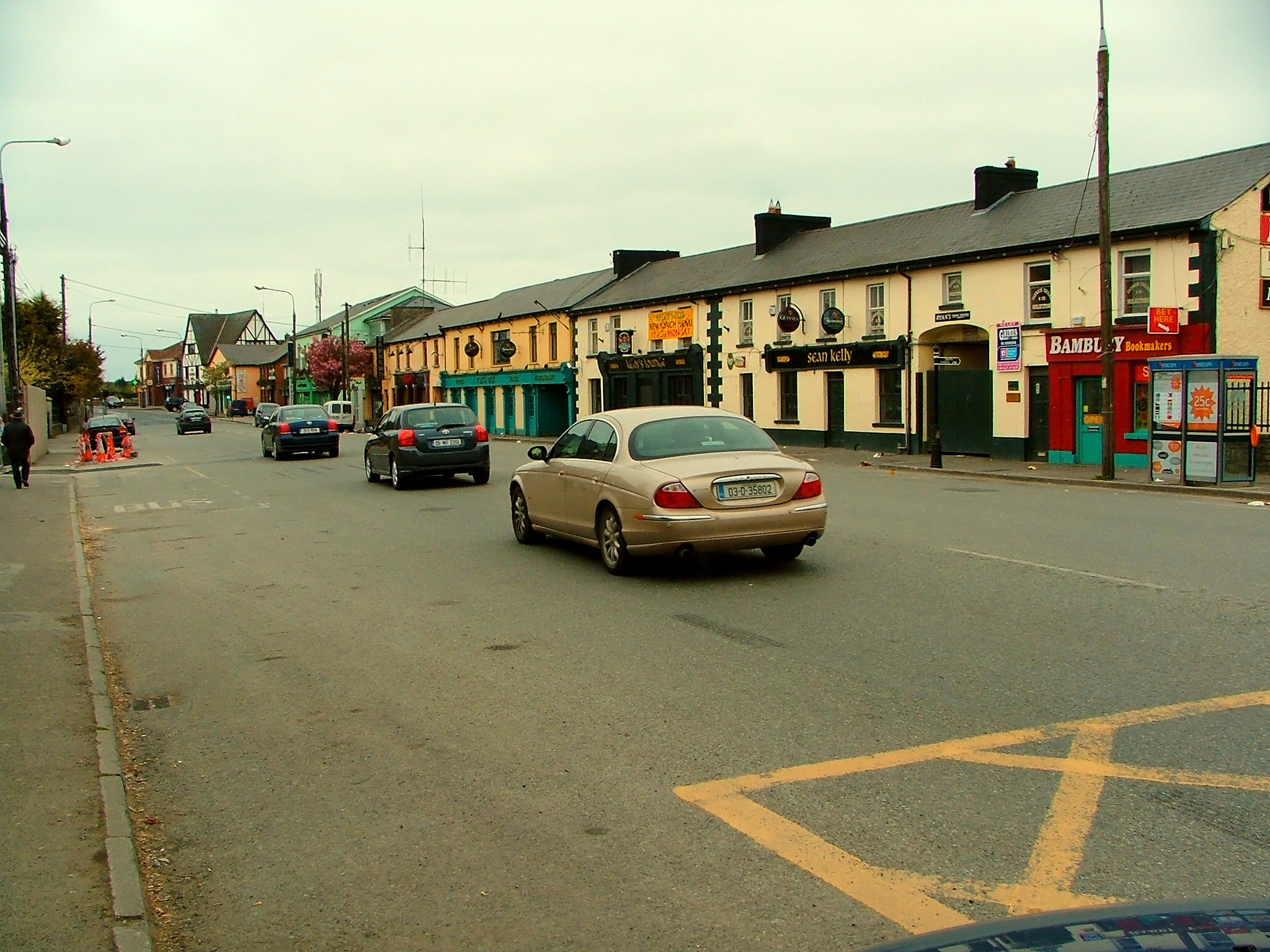
Hlavní ulice v Ashbourne

Město zaznamenává v posledních letech[kdy?] prudký nárůst obyvatelstva, stalo se satelitním sídlem Dublinu, přičemž 12 % obyvatelstva Ashbourne není irského původu a pochází z Litvy, Polska a Spojeného království. Po Navanu je druhým nejlidnatějším městem hrabství Meath.
Ashbourne má výborné autobusové spojení s Dublinem (Bus Éireann), noční spoje zajišťuje Dublin Bus autobusovou linkou 40N přes Finglas. Nejbližšími městy jsou Ratoath (6 km západně), Swords (18 km jihovýchodně) , Duleek (18 km severně) a Navan (27 km severozápadně).